# ويندي هاس
ويندي هاس (بالإنجليزية: Wendy Haas)‏ هي مغنية أمريكية، ولدت في 2 أغسطس 1949.

## وصلات خارجية
- ويندي هاس على موقع IMDb (الإنجليزية)
- ويندي هاس على موقع ميوزك برينز (الإنجليزية)
- ويندي هاس على موقع ديسكوغز (الإنجليزية)